# Квинт Сулпиций Лонг
Квинт Сулпиций Лонг (на латински: Quintus Sulpicius Longus) e политик на Римската република през 4 век пр.н.е.
Произлиза от клон Лонг на старата патрицииска фамилия Сулпиции. През 390 пр.н.е. Квинт е консулски военен трибун и преговаря с галите.